# Подгорье (Билеча)
Подгорье (серб. Подгорје / Podgorje) — село в общине Билеча Республики Сербской Боснии и Герцеговины. Население составляет 44 человека по переписи 2013 года.